# Esenbeckia leechi
Esenbeckia leechi är en tvåvingeart som beskrevs av Philip 1978. Esenbeckia leechi ingår i släktet Esenbeckia och familjen bromsar. Inga underarter finns listade i Catalogue of Life.